# Li Lingwei (Badminton)
Li Lingwei (chinesisch 李玲蔚, * 4. Januar 1964 in Lishui) ist eine chinesische Sportfunktionärin und ehemalige Badmintonspielerin. Seit 2012 gehört sie als Mitglied dem IOC an.

## Karriere
Li Lingwei gehörte in den 1980er Jahren zur absoluten Weltspitze im Badminton, wobei sie insbesondere im Dameneinzel erfolgreich war. So wurde sie 1983 Weltmeisterin im Einzel. Im Doppel mit Han Aiping gewann sie einen weiteren WM-Titel. Nach zwei Silbermedaillen 1987 holte sie 1989 erneut Gold im Einzel. Zwischen 1980 und 1989 errang sie insgesamt 13 Weltmeisterinnen-Titel sowie 48 Goldmedaillen bei nationalen und internationalen Badminton-Wettbewerben.
Bei den Olympischen Sommerspielen 2008 in Peking gehörte Li Lingwei zum Organisationskomitee. Sie leitete stellvertretend nationale Trainingszentren in China und war von 1998 bis 2003 und erneut ab 2013 Mitglied des Nationalen Volkskongresses. 2012 wurde sie Mitglied des IOC.

## Sportliche Erfolge
| Saison | Veranstaltung     | Disziplin   | Platz | Name                    |
| ------ | ----------------- | ----------- | ----- | ----------------------- |
| 1982   | Japan Open        | Dameneinzel | 1     | Li Lingwei              |
| 1982   | Asienspiele       | Dameneinzel | 2     | Li Lingwei              |
| 1982   | All England       | Dameneinzel | 2     | Li Lingwei              |
| 1983   | Weltmeisterschaft | Dameneinzel | 1     | Li Lingwei              |
| 1984   | Malaysia Open     | Dameneinzel | 1     | Lingwei                 |
| 1984   | All England       | Dameneinzel | 1     | Li Lingwei              |
| 1984   | Indonesia Open    | Dameneinzel | 1     | Li Lingwei              |
| 1985   | Weltmeisterschaft | Damendoppel | 1     | Han Aiping / Li Lingwei |
| 1985   | Indonesia Open    | Dameneinzel | 1     | Li Lingwei              |
| 1985   | Swedish Open      | Damendoppel | 1     | Li Lingwei / Han Aiping |
| 1985   | All England       | Damendoppel | 1     | Han Aiping / Li Lingwei |
| 1985   | Indonesia Open    | Damendoppel | 1     | Han Aiping / Li Lingwei |
| 1985   | Weltmeisterschaft | Dameneinzel | 3     | Li Lingwei              |
| 1985   | Malaysian Masters | Damendoppel | 1     | Li Lingwei / Han Aiping |
| 1985   | All England       | Dameneinzel | 2     | Li Lingwei              |
| 1986   | Japan Open        | Damendoppel | 2     | Li Lingwei              |
| 1986   | Asienspiele       | Dameneinzel | 2     | Li Lingwei              |
| 1986   | Japan Open        | Dameneinzel | 1     | Li Lingwei              |
| 1987   | Weltmeisterschaft | Damendoppel | 2     | Li Lingwei / Han Aiping |
| 1987   | Weltmeisterschaft | Dameneinzel | 2     | Li Lingwei              |
| 1987   | Japan Open        | Dameneinzel | 1     | Li Lingwei              |
| 1987   | Malaysia Open     | Dameneinzel | 1     | Li Lingwei              |
| 1987   | China Open        | Dameneinzel | 1     | Li Lingwei              |
| 1987   | Indonesia Open    | Dameneinzel | 1     | Li Lingwei              |
| 1988   | Thailand Open     | Dameneinzel | 1     | Li Lingwei              |
| 1988   | Indonesia Open    | Dameneinzel | 1     | Li Lingwei              |
| 1988   | Denmark Open      | Dameneinzel | 1     | Li Lingwei              |
| 1989   | All England       | Dameneinzel | 1     | Li Lingwei              |
| 1989   | Swedish Open      | Dameneinzel | 1     | Li Lingwei              |
| 1989   | Weltmeisterschaft | Dameneinzel | 1     | Li Lingwei              |
| 1989   | Japan Open        | Dameneinzel | 1     | Li Lingwei              |
| 1989   | French Open       | Dameneinzel | 1     | Li Lingwei              |